# Kozmice (Opavai járás)
Kozmice település Csehországban, a Opavai járásban. Kozmice Háj ve Slezsku, Vřesina, Dolní Benešov, Hlučín, Bohuslavice és Dobroslavice településekkel határos. Lakosainak száma 1921 fő (2024. január 1.).

## Népesség
A település lakosságának változását az alábbi diagram mutatja:
| Lakosok száma | 905  | 1007 | 1113 | 1486 | 1764 | 1761 | 1888 | 1912 | 1843 | 1921 |
|               | 1869 | 1900 | 1921 | 1961 | 1980 | 2011 | 2016 | 2019 | 2021 | 2024 |